# Iglesia de Sant Joan de Sispony
La iglesia de Sant Joan de Sispony es una iglesia construida en el pueblo de Sispony (parroquia de La Massana) en Andorra.

## Historia
La construcción de la iglesia bajo su forma actualtuvo lugar en el siglo XVII según la fecha inscrita encima de la puerta de entrada (1641),. Sin embargo existía una iglesia románica documentada desde el siglo XIII .

## Arquitectura
El estilo architectural dominante es el barroco. La iglesia, toda su base es cuadrangular,. La fachada está orientada hacia el este.